# The Era of Honor Begins
ROH The Era of Honor Begins a fost un show de wrestling susținut de Ring of Honor. A avut loc pe 23 februarie 2002 la Centrul Recreativ Murphy din Philadelphia, Pennsylvania. Spectacolul de debut al lui ROH, The Era of Honor Begins a fost prezentat de către luptătorii independenți în curs de dezvoltare Low Ki, „American Dragon” Bryan Danielson și Christopher Daniels într-un meci in trei, precum și un meci dintre Eddie Guerrero și Super Crazy,fiind al doilea meci intre cei doi din cariera lor.

## Rezultate
- Da Hit Squad (Mafia & Monsta Mack) defeated the Christopher Street Connection (Buff-E & Mace) w/Allison Danger (1:10)
- The Amazing Red defeated Jay Briscoe (w/ Mark Briscoe) (8:30)
- Xavier defeated Scoot Andrews (10:06)
- The Boogy Nights (Mike Tobin & Danny Drake) defeated the Natural Born Sinners (Homicide & Boogalou) by disqualification (7:34)
- Quiet Storm defeated The Amazing Red, Brian XL, Chris Divine, Jose Maximo, & Joel Maximo in an Ultimate Aerial Elimination Match with Mikey Whipwreck as the guest referee (15:56)
  - Jose Maximo eliminated The Amazing Red (10:03)
  - Chris Divine eliminated Brian XL (10:28)
  - Quiet Storm eliminated Jose Maximo (11:36)
  - Joel Maximo eliminated Chris Divine (11:36)
  - Quiet Storm eliminated Joel Maximo (15:56)
- Prince Nana defeated Towel Boy (0:53)
- Spanky & Ikaika Loa defeated Michael Shane & Oz (12:29)
- Super Crazy defeated Eddie Guerrero pentru a castiga the IWA Intercontinental Championship (10:42)
- Low Ki defeated Christopher Daniels and Bryan Danielson (20:05)